# Nobuo Kojima
 (juin 2015).
Si vous disposez d'ouvrages ou d'articles de référence ou si vous connaissez des sites web de qualité traitant du thème abordé ici, merci de compléter l'article en donnant les références utiles à sa vérifiabilité et en les liant à la section « Notes et références ».
Nobuo Kojima (小島 信夫, Kojima Nobuo) est un auteur japonais né le 28 février 1915 à Kanō (ja) (maintenant Gifu) dans la préfecture de Gifu et mort le 26 octobre 2006. Son œuvre décrit entre autres les conséquences de la défaite du Japon sur la psychologie des Japonais après 1945. 

## Biographie
Nobuo Kojima se passionne très jeune pour la littérature et des auteurs japonais mais aussi occidentaux, entre autres Kafka, Gogol et Dostoïevski. Alors qu'il est au lycée, il commence à écrire pour des revues. Pendant ses études universitaires il fréquente des cercles littéraires et rencontre notamment le futur écrivain Shin'ichirō Nakamura. Diplômé de l'université de Tokyo en littérature anglaise en 1941, Nobuo Kojima enseigne un an dans un collège avant d'être envoyé en Chine. Démobilisé en 1946, il recommence à écrire.
Sa première œuvre publiée est Dans le train (Kisha no naka) en 1948. Il écrit par la suite une trentaine de livres.  En 1957, il obtient de passer un an aux États-Unis comme boursier de la fondation Rockefeller. Il remporte le prix Akutagawa en 1954 pour American School et le prix Tanizaki en 1966 pour Le Cercle de famille. Dans ce roman il présente une société japonaise qui s'efforce de s'adapter au mode de vie occidentalisé : l'univers familial y est dissout par l'apparition d'un soldat américain et l'infidélité de l'épouse.
Parallèlement à son travail de romancier, il a été professeur de littérature anglaise à l'université Meiji, a traduit des auteurs américains comme J. D. Salinger et William Saroyan et a écrit un essai autobiographique en trois volumes sur les écrivains japonais modernes.
Le 26 octobre 2006 dans un hôpital de la préfecture de Tokyo dû à une pneumonie. Il vivait à Kokubunji.

## Liste des œuvres traduites en français
- 1953 : Le Fusil (小銃), dans Anthologie de nouvelles japonaises contemporaines (Tome II), nouvelle traduite par Anne Sakai, Gallimard, 1989.
- 1965 : Le Cercle de famille (抱擁家族), roman traduit par Elisabeth Suetsugu, Éditions Philippe Picquier, 2006 ; Picquier poche, 2011.